# Estação Ilha de Macquarie

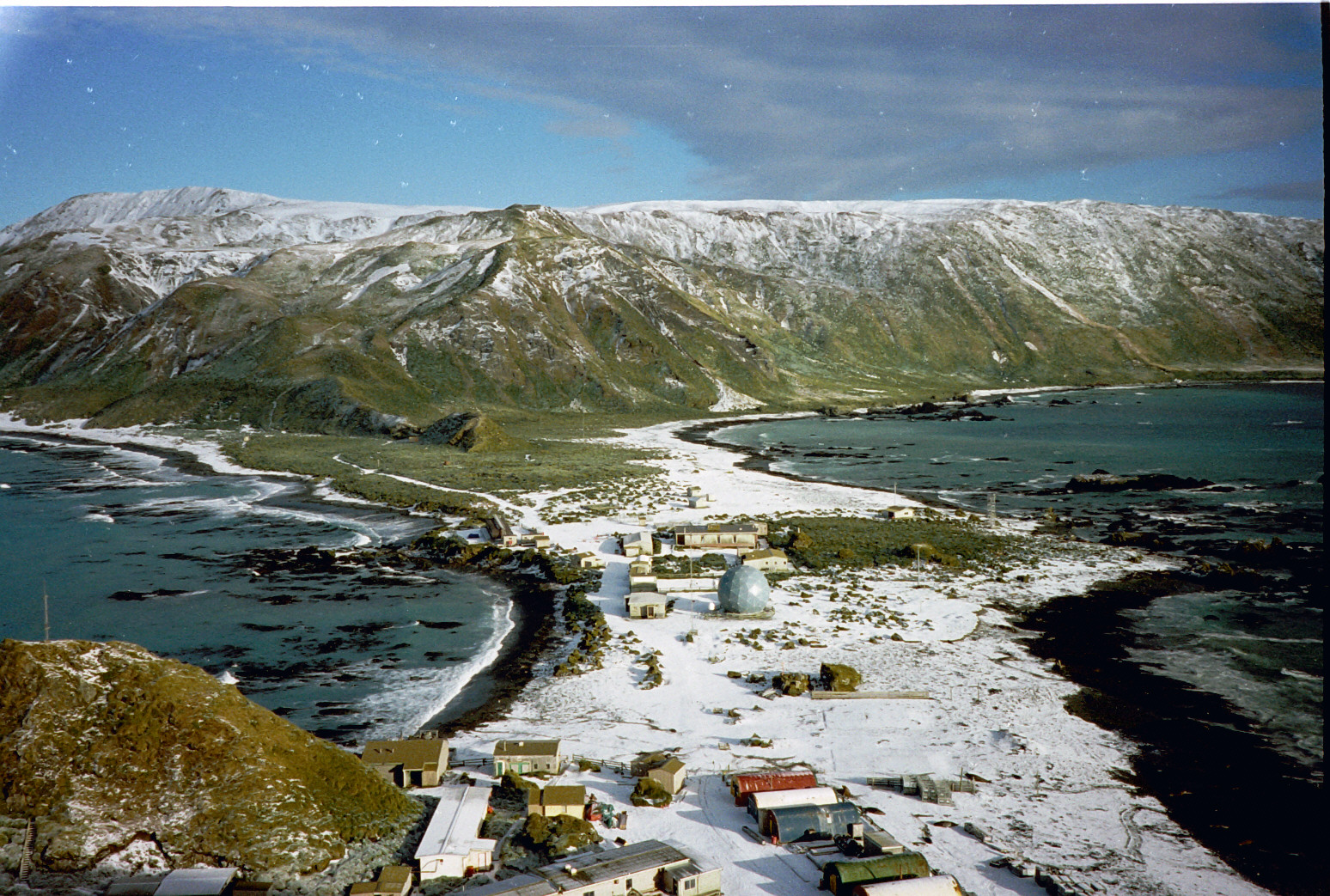
Istmo da Ilha Macquarie, aspecto sul do cume da Colina Wireless

A Estação da Ilha Macquarie, conhecida como Macca pela equipe, é uma base de pesquisa australiana subantártica permanente na Ilha Macquarie, estando a cerca de meio caminho entre a Austrália e a Antártica. A estação se encontra na base da Colina Wireless, entre duas baías no istmo do norte extremo da ilha.
A estação foi aberta em 1911 depois que Douglas Mawson, com seu grupo, estabeleceu uma base para retransmitir mensagens de rádio da Antártica a Hobart. Desde 1948 as Expedições de Pesquisa Nacionais Australianas à Antártica usaram a base para propósitos científicos. É agora operada pela Divisão Antártica Australiana. A pesquisa científica na ilha está focada em biologia, geociência, meteorologia e o impacto humano no ambiente. Os pássaros da ilha Macquarie procriam na ilha por isso a gestão e a contagem dos animais selvagens e são essenciais para um expressivo número de projetos de pesquisa.
Na estação de radiocomunicação há o indicativo de chamada "VJM" que conduz uma programação noturna de rádio HF para as cabanas externas em 3023kHz (o tempo varia dependendo das estações e das preferências da equipe). As comunicações com a  Austrália são conduzidas usando a instalação ANARESAT que utiliza o satélite do Oceano Pacífico Intelsat. As unidades portáteis da Inmarsat e do satélite Iridium LLC são usadas como reservas. Uma rede de repetidor de rádio VHF é utilizada com transreceptores portáteis por andarilhos na ilha. A base tem uma rede de protocolo Internet para PC local e equipamento de Voz sobre IP.